# Tromsø
Tromsø (phát âm tiếng Na Uy: [trʊmsø] (nghe); tiếng Bắc Sami: Romsa; Kven: Tromssa) là một thành phố và đô thị ở hạt Troms, Na Uy. Trung tâm hành chính của đô thị là thành phố Tromsø.
Thành phố Tromsø là khu vực đô thị lớn thứ tám tại Na Uy theo dân số, và là thành phố lớn thứ bảy ở Na Uy theo dân số. Đây là thành phố lớn và các khu vực đô thị lớn nhất ở miền Bắc Na Uy, và thành phố lớn thứ hai và đô thị khu vực Sápmi (sau Murmansk).
Khu vực này đã có người từ cuối thời kỳ băng hà, và các nền văn hóa Sámi được người ta biết đến đầu tiên của khu vực. Những cư dân nói tiếng Norse, tổ tiên của Na Uy đã mang văn hóa của họ vào khu vực này trong thời gian di cư của người Viking trước năm 890, khi khu định cư tồn tại ở phía nam của Ohthere thuộc phía Nam Tromsø ngày nay. Các nhà thờ đầu tiên trên đảo được xây dựng Tromsøya vào thế kỷ 13, và khu vực này là một trong những vùng lãnh thổ Đan Mạch-Na Uy không có tranh chấp nằm bởi nước Nga. Các đô thị và nông nghiệp Tromsøysund Ullsfjord, và hầu hết Hillesøy, đã được sáp nhập với Tromsø ngày 1 tháng 1 năm 1964. Dân số đô thị là 63.596 Tromsø, và dân số khu vực đô thị, là khu vực đô thị đông dân thứ 9 Na Uy có dân số 53.622 người.
Trung tâm thành phố Tromsø có nhiều nhà gỗ cổ nhất tại Bắc Na Uy, ngôi nhà cổ nhất có niên đại từ 1789. Thành phố là một trung tâm văn hóa của vùng, với một số lễ hội diễn ra vào mùa hè. Torbjørn Brundtland và Svein Berge của bộ đôi song ca nhạc điện tử Röyksopp và Lene Marlin lớn lên và bắt đầu sự nghiệp âm nhạc tại Tromsø. Nhạc sĩ điện tử Geir Jenssen cũng đến từ Tromsø.

## Lịch sử
Vùng này đã được định cư từ cuối kỷ Băng hà. Những khai quật khảo cổ học tại Tønsvika, chỉ bên ngoài thành phố, đã tìm thấy những hiện vật và tàn tích những toàn nhà được ước lượng là 9.000 đến 10.000 năm tuổi.

### Những năm 1700 và 1800: "Paris của phương Bắc"
Trong thế kỷ thứ 17, trong khi Đan Mạch–Na Uy đang củng cố quyền lãnh thổ của mình với bờ phía bắc Scandinavia và trong thời kỳ ngày một đồn nhỏ, Skansen, được xây. Mặc dù chỉ là nơi ở của 80 người, Tromsø được ban đặc quyền thành phố năm 1794 bởi Vua Christian VII. Điều này trùng hợp với, và là hậu quả trực tiếp của việc phá bỏ việc độc quyền về thương mại cá tuyết đã diễn ra hàng thế kỷ của Bergen. Tromsø nhanh chóng tăng tầm quan trọng. Giáo khu Hålogaland được thành lập năm 1804, với giám mục đầu tiên là Mathias Bonsak Krogh. Thành phố này được thành lập là một khu tự trị vào ngày 1 tháng 1 năm 1838 (xem formannskapsdistrikt).
Việc đi săn ở Bắc cực, từ Novaya Zemlya tới Canada, bắc đầu từ khoảng năm 1820. Từ năm 1850, Tromsø là trung tâm lớn của việc đi săn tại Bắc cực, vượt qua trung tâm lúc trước là Hammerfest, và thành phố cũg buôn bán từ Arkhangelsk tới Bordeaux.
Năm 1848, trường đào tạo giáo viên cũng được chuyển từ Trondenes (gần Harstad) ngày nay tới Tromsø, with một phần nhiệm vụ của nó là giáo dục học giả Sámi - có một chỉ tiêu đảm bảo Sámi có được thành công. Theo sau đó là sự thành lập bảo tàng Tromsø năm 1872, và Nhà máy bia Mack năm 1877.
Trong thế kỷ 19, Tromsø được biết đến với tên "Paris của phương Bắc". Không có lý do chắc chắn về nguồn gốc tên gọi này, nhưng thường được cho là người dân sống tại Tromsø thực ra rất tinh tế so với những gì du khách từ phương nam thường nghĩ.

### Đầu những năm 1900: thám hiểm và chiến tranh

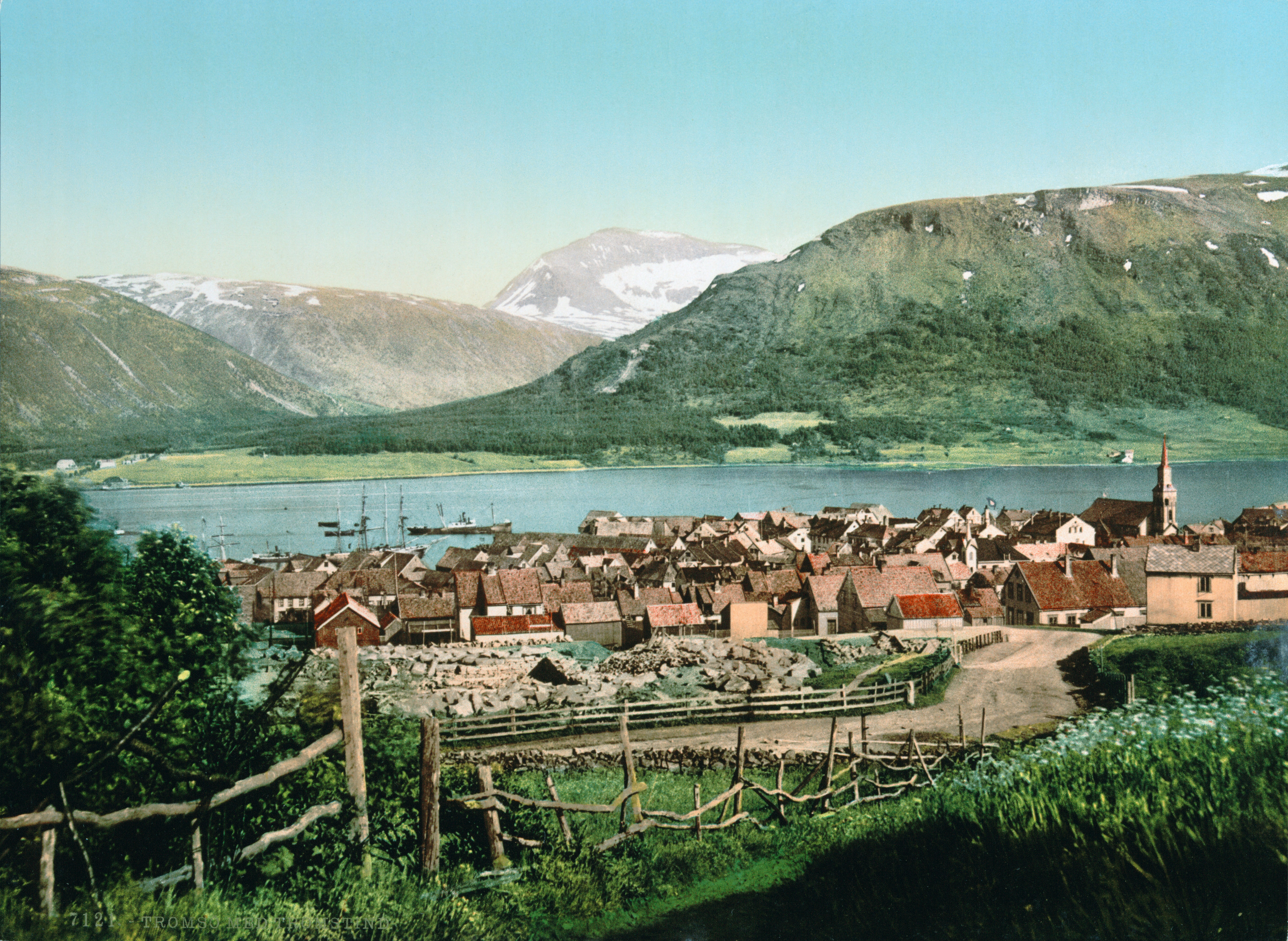
Tranh Tromsø, 1900

Cuối thế kỷ thứ 19, Tromsø đã trở thành một trung tâm buôn bán lớn tại Vùng Bắc Cực mà nhiều chuyến thám hiểm bắt đầu từ đó. Những nhà thám hiểm như Roald Amundsen, Umberto Nobile và Fridtjof Nansen đã sử dụng những kinh nghiệm thực tế ở Tromsø về những điều kiện ở Bắc Cực, và thường tuyển thuyền viên từ thành phố này.  Đài quan sát Bắc cực quang được thành lập tại đây năm 1927.
Khi Đức xâm lược Na Uy năm 1940, Tromsø là trụ sở của chính phủ Na Uy. Đại tướng Carl Gustav Fleischer đến Tromsø vào ngày 10 tháng 4 năm 1940 sau khi bay trong những điều kiện tồi tệ. Từ Tromsø ông đã ban hành lệnh huy động cả dân thường và quân đội và tuyên bố Bắc Na Uy một trụ sở chiến tranh. Kế hoạch chiến lược của Fleischer là đầu tiên quét sạch quân Đức tại Narvik và sau đó điều quân đến Nordland gặp quân Đức từ Trøndelag. Cuối cùng quân Đức bắt hết quân Na Uy, sau khi sự hỗ trợ từ đồng minh đã được rút lui, mặc dù họ gặp phải sự phản kháng dữ dội từ Finnmark-căn cứ Tiểu đoàn Alta tại Narvik. Tromsø không bị tàn phá sau chiến tranh, mặc dù tàu chiến Đức Tirpitz bị đánh chìm bởi RAF gần đảo Tromsøy vào ngày 12 tháng 11 năm 1944, giết gần 1.000 thủy thủ Đức.
Kết thúc chận chiến, thành phố này nhận hàng ngàn người tị nạn từ hạt Finnmark và vùng Bắc Troms - những nơi đã bị phá hủy bởi quân đội Đức bằng chiến thuật tiêu thổ theo dự tính của Hồng Quân.

## Huy hiệu

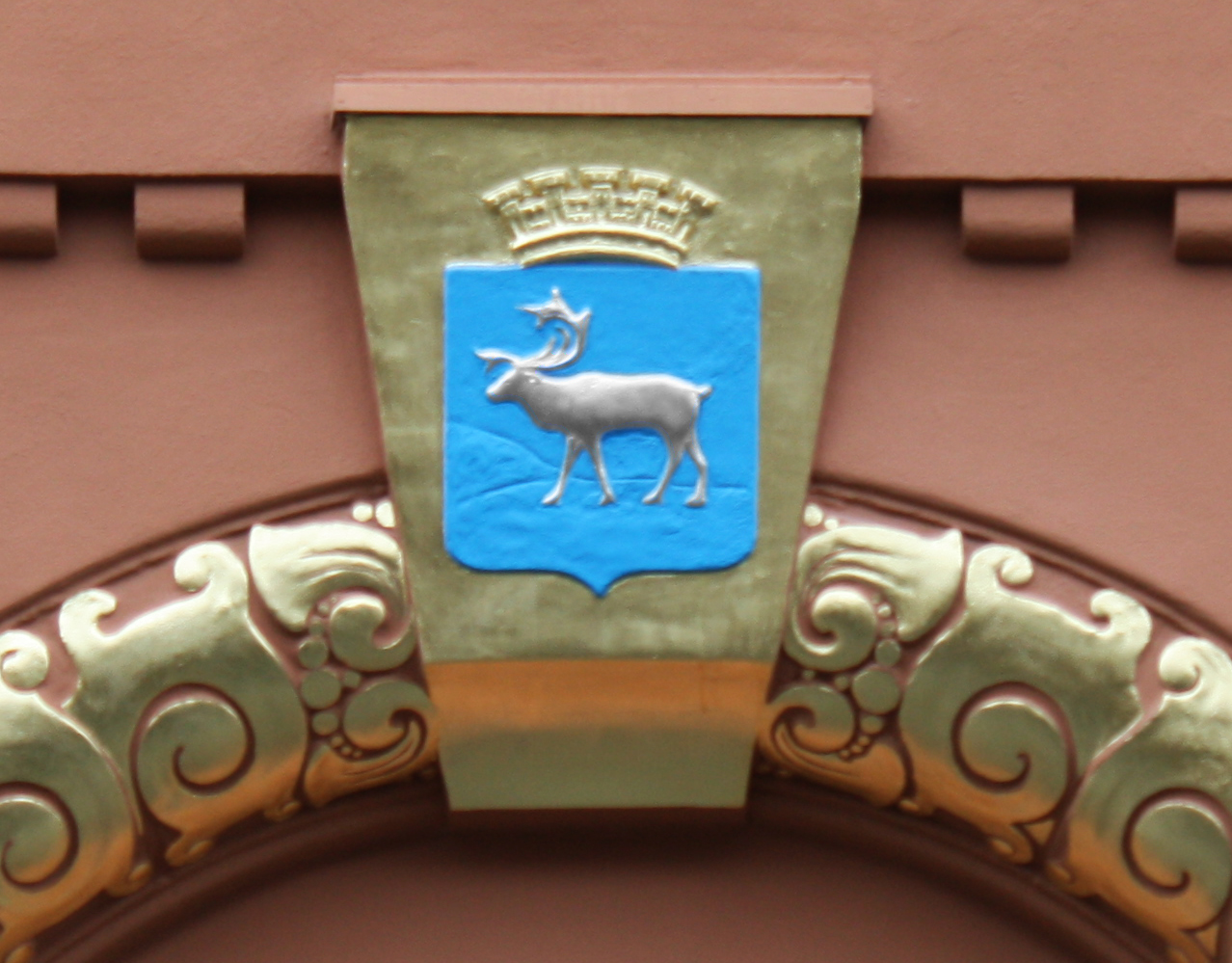
Hình nổi của phù hiệu trên một mặt tiền năm 1910.

Phù hiệu áo giáp của Tromsø được tạo ra vào năm 1870 và được trao tước hiệu là "Azure, một con tuần lộc màu bạc bước đi." Thường có một vương miện bích hoạ với năm hoặc bốn tháp pháo. Chính quyền khu tự quản hiện sử dụng bản thiết kế cách điệu được vẽ bởi Hallvard Trætteberg (1898–1987) và được chọn bởi nghị quyết hoàng gia vào ngày 24 tháng 9 năm 1941.

## Địa lý
Tromsø là khu tự quản lớn thứ tám tại Na Uy với dân số 71.590 người, với trung tâm là khu đô thị lớn thứ chín, có dân số khoảng 60.000 người. Thành phố này còn có trường đại học xa nhất ề phía bắc và cũng có vườn bách thảo xa nhất về phía bắc and planetarium.
Trung tâm thành phố nằm ở phía đông của đảo Tromsøya — 300 kilômét (190 mi) về phía bắc của Vòng Bắc Cực tại 69°40′33″B 18°55′10″Đ / 69,67583°B 18,91944°Đ. VÙng ngoại ô bao gồm Kroken, Tromsdalen (trên đất liền, phía đông của Tromsøya), phần còn lại của đảo Tromsøya, and phía đông của Kvaløya lớn, phía tây của đảo Tromsøya. Cả Cầu Tromsø Bridge và Hầm Tromsøysund đều cắt qua eo Tromsøysundet kết nối vùng đất liền với Tromsøya bởi đường bộ. Về phía tây của thành phố, Cầu Sandnessund kết nối đảo Tromsøya với đảo Kvaløya.
Có nhiều núi cao trong khu tự quản bao gồm Hamperokken, Jiehkkevárri, Store Blåmann, Store Fornestinden, và Tromsdalstinden. Dãy núi Lyngen Alps nằm dọc theo biên giới khu tự quản Tromsø-Lyngen. Có nhiều đảo nằm trong khu tự quản Tromsø bao gồm Hillesøya, Kvaløya, Rebbenesøya, Ringvassøya, Sommarøya, và Tromsøya. Cũng có vài vịnh hẹp tại Tromsø bao gồm Balsfjorden, Kaldfjorden, Malangen, và Ullsfjorden.

### Ánh sáng và bóng tối

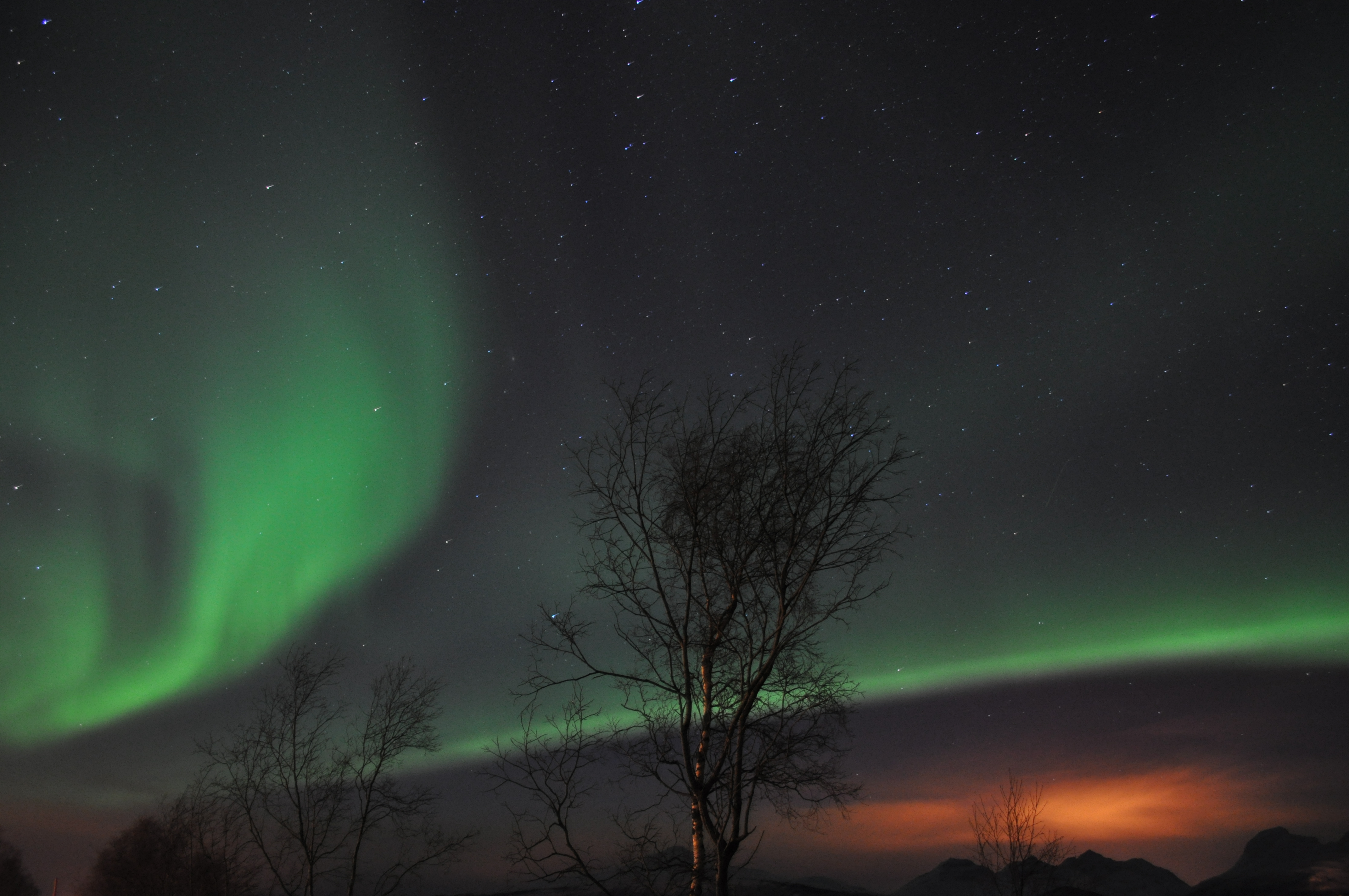
Bắc cực quang gần Tromsø.

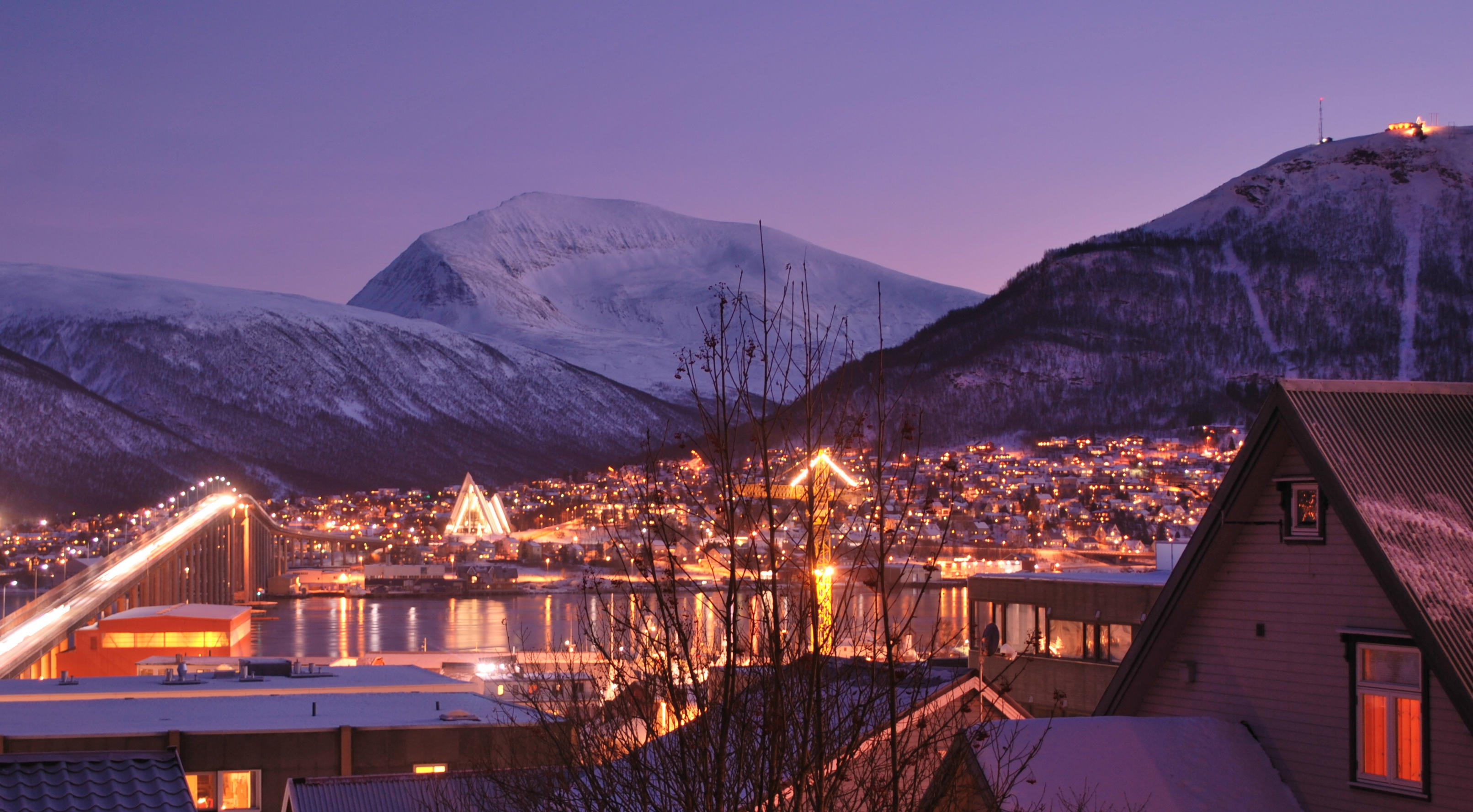
Đầu buổi chiều vào ban đêm vùng cực tại Tromsø, Na Uy.

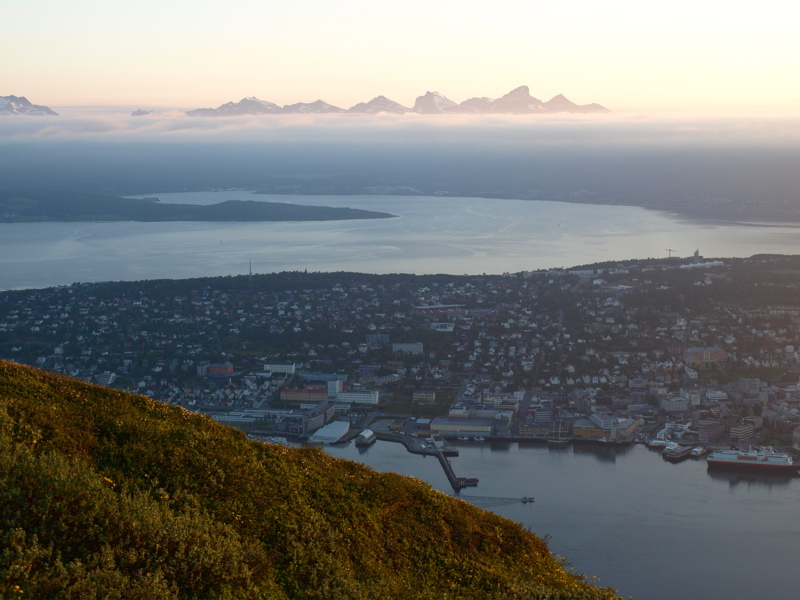
Tromsø trong mặt trời lúc nửa đêm vào tháng 7.

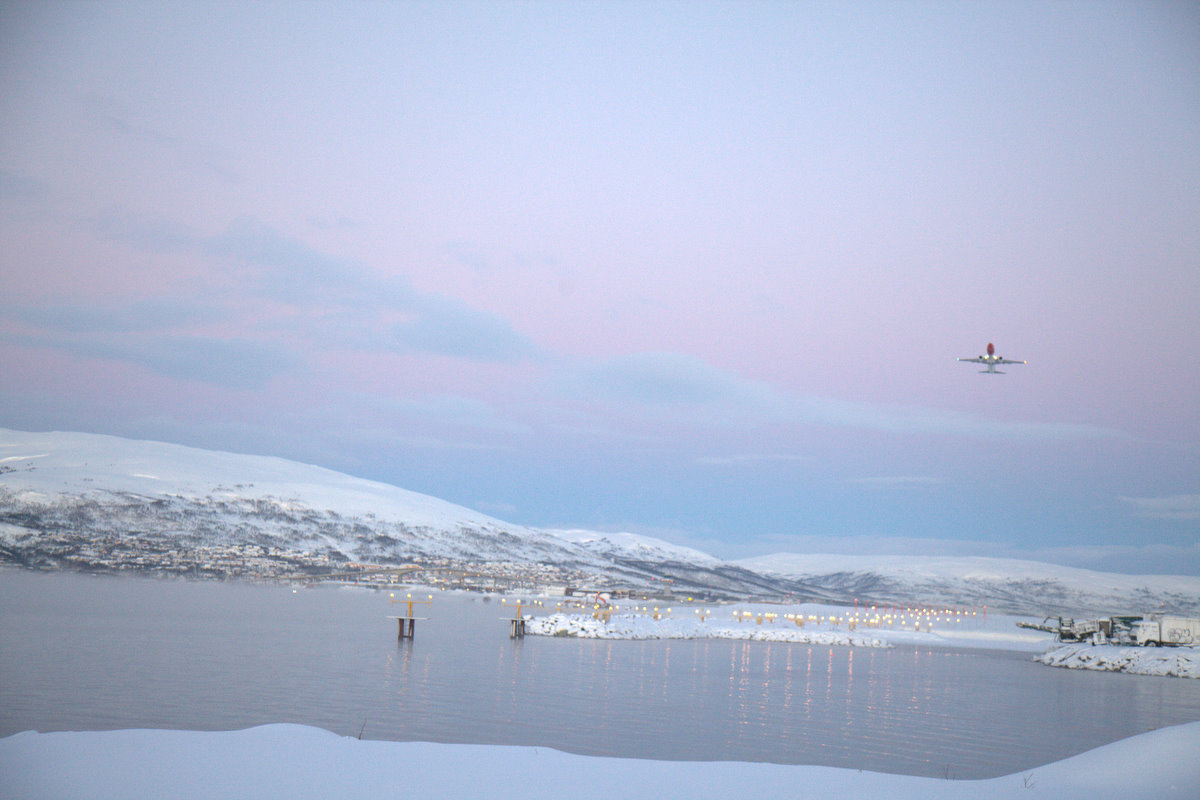
Sân bay Tromsø vào ban ngày đầu tháng 1.

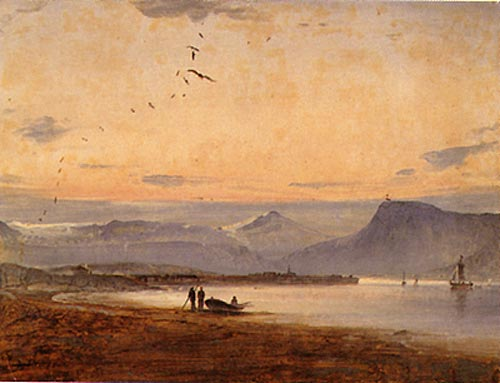
Cảnh Tromsø thế kỷ 19 bởi Peder Balke.

Mặt trời lúc nửa đêm diễn ra từ khoảng ngày 18 tháng 5 năm 18 đến 26 tháng 7, nhưng những ngọn núi phía bắc chắn nên không nhìn được trong vài ngày, nghĩa là mọi người chỉ nhìn thấy mặt trời lúc nửa đêm từ khoảng 21 tháng 5 đến 21 tháng 7. Vì vĩ độ cao của Tromsø, hoàng hôn ở đây dài, nghĩa là không có ban đêm thực sự từ cuối tháng 4 đến giữa tháng 8.
Mặt trời vẫn ở dưới chân trời trong ban đêm vùng cực từ khoảng 26 tháng 11 đến 15 tháng 1, nhưng vì có những ngọn núi, không nhìn được mặt trời từ 21 tháng 11 đến 21 tháng 11. Việc mặt trời quay trở lại là một sự kiện để kỷ niệm. Tuy nhiên, nhờ có hoàng hôn, có một chút ánh sáng ban ngày vài tiếng vào giữa mùa đông, thường là ánh sáng hơi xanh xanh. Buổi tối thường ngắn lại rất nhanh. Từ ngày 21 tháng 2 mặt trời ở trên chân trời từ 7:45 giờ sáng đến 4:10 giờ tối, và từ ngày 1 tháng 4 nó ở trên chân trời từ 5:50 giờ sáng đến 7:50 giờ tối (giờ tiết kiệm ánh sáng ban ngày).
Việc kết hợp của tuyết phủ và ánh nắng mặt trời thường tạo ra nhữug điều kiện ánh sáng có cường độ cao từ cuối tháng 2 đến khi tuyết tan ở vùng đất thấp (thường là vào cuối tháng 4), và kính râm là vật quan trọng khi trượt tuyết. Vì những điều kiện khác hoàn toàn vào mùa đông, Người Na Uy thường chia nó thành hai mùa: Mørketid (ban đêm vùng cực) và Seinvinter (cuối đông).
Có thể xem cực quang từ Tromsø, vì bắc Na Uy nằm trong vùng cực quang. Vì nó luôn luôn sáng vào mùa hè, không thể xem cực quang từ cuối tháng 4 đến giữa tháng 8. Ngoài ra, do vị trí gần bờ biển, Tromsø thường có nhiều mây và khiến mọi người không nhìn được cực quang, kể cả nếu có.

### Làng
Khu tự quản Tromsø có những làng sau:
| Kvaløya                                                                    | Thành phố Tromsø Tromsøya                                  | Đất liền                                                                          |
| -------------------------------------------------------------------------- | ---------------------------------------------------------- | --------------------------------------------------------------------------------- |
| - Brensholmen - Ersfjordbotn - Kaldfjord - Kjosen - Sandneshamn - Sommarøy | - Bjerkaker - Kvaløysletta - Movik - Skattøra - Tromsdalen | - Breivikeidet - Kroken - Jøvik - Lakselvbukt - Oldervik - Ramfjordnes - Sjursnes |

## Cảnh quan thành phố

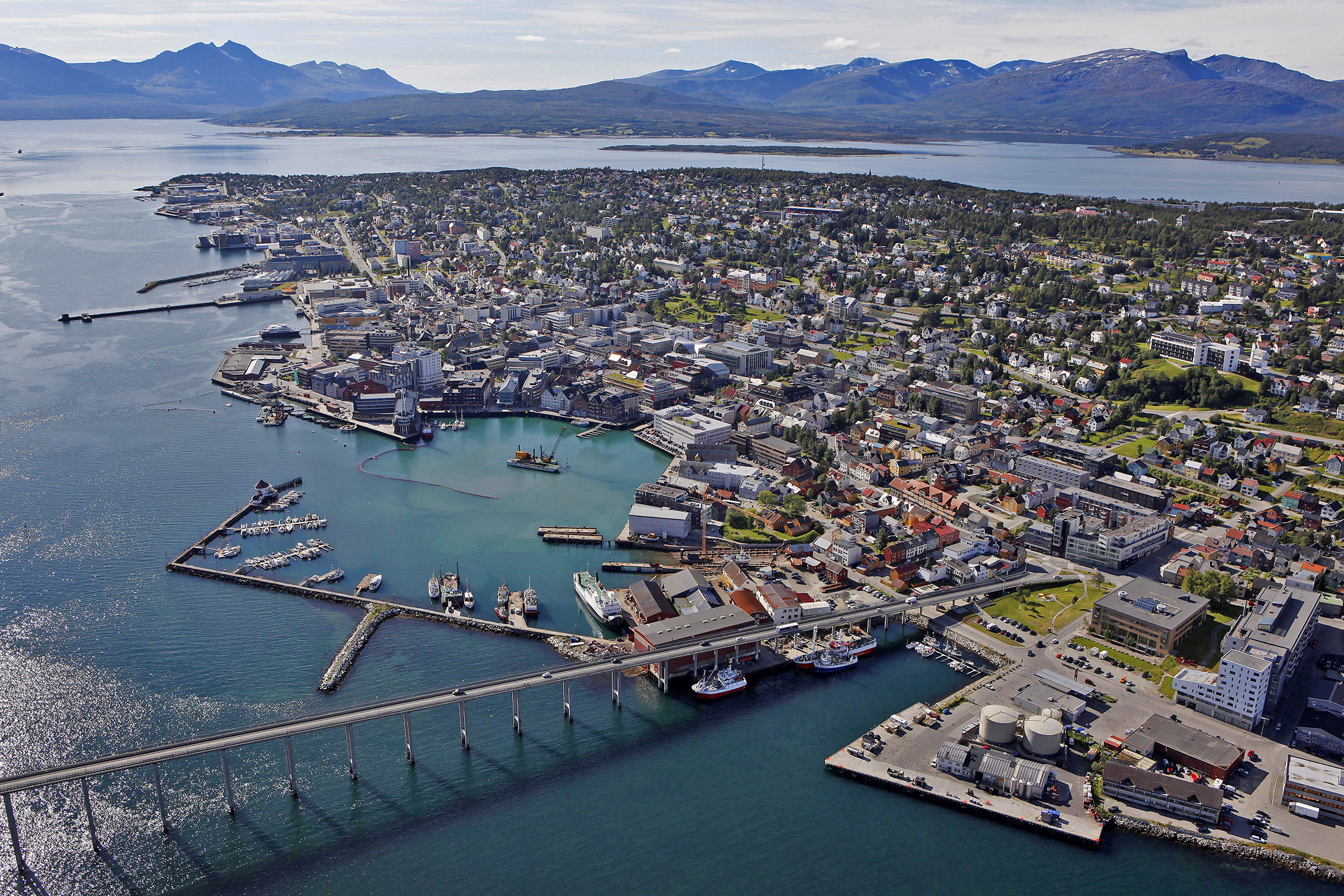
Trung tâm Tromsø

Trung tâm thành phố có sự tập hợp lớn nhất của những ngôi nhà gỗ tại bắc Trondheim, và chúng tồn tại cùng với những ngôi nhà kiến trúc hiện đại. Những ngôi nhà này có niên đại từ 1789 đến 1904, khi việc xây nhà gỗ bị cấm tại trung tâm thành phố, như tại một số thành phố khác tại Na Uy. Ngồi nhà cổ nhất tại Tromsø là Skansen, được xây năm 1789 trên dấu tích của tường thành đất thế kẻ 13.

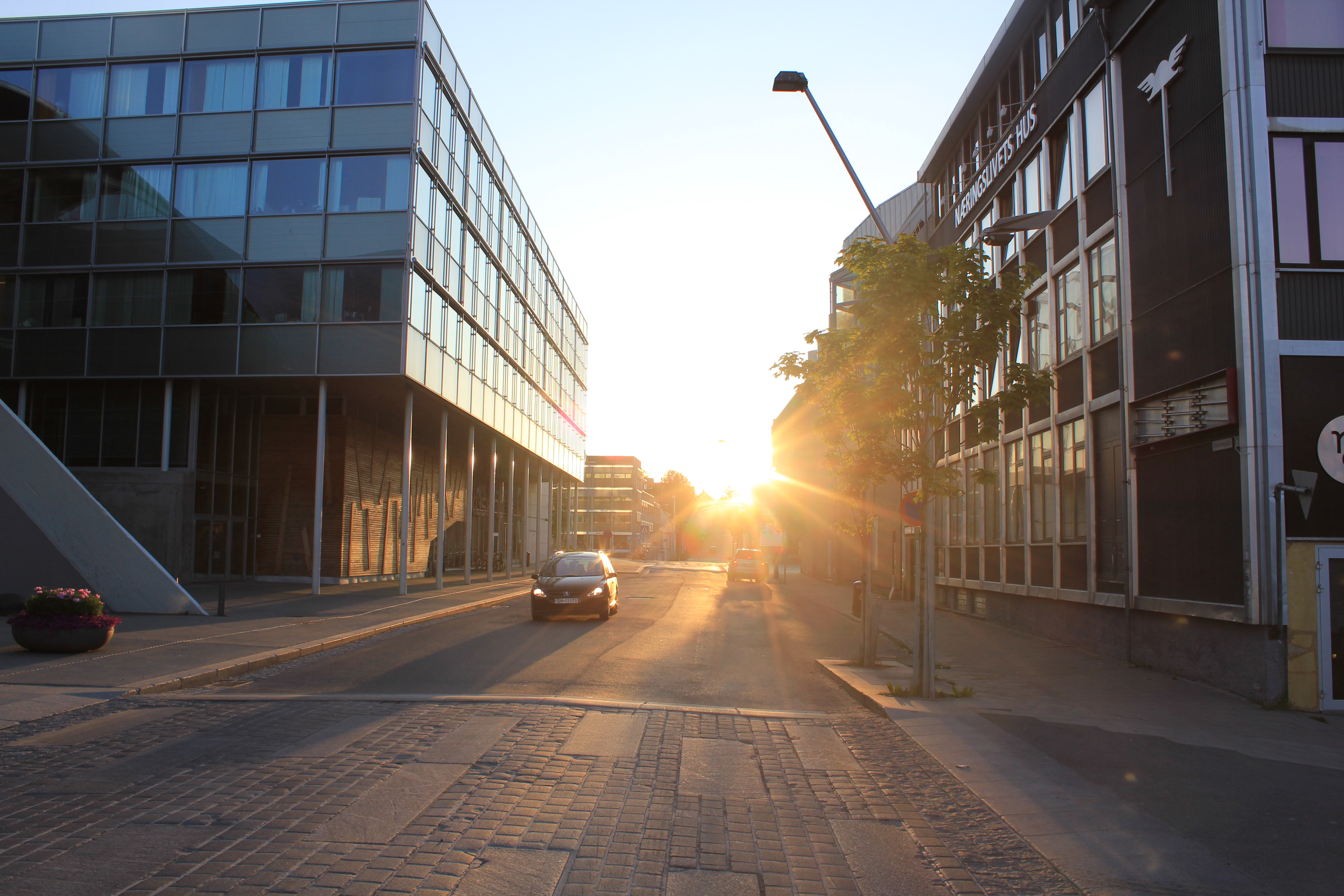
Grønnegata Tromsø

Bảo tàng Bắc cực, Polarmuseet, nằm tại một nhà cảng từ năm 1837, tái hiện quá khứ là trung tâm săn bắn tại Bắc cực và điểm bắt đầu những chuyến thám hiểm Bắc Cực của Tromsø. Nhà thờ lớn Tromsø, nhà thờ lớn bằng gỗ duy nhất tại Na Uy, được xây năm 1861, nằm chín giữa trung tâm thành phố. Rạp chiếu phim Bắc Âu cổ nhất vẫn còn được sử dụng, Verdensteatret, được xây năm 1915–16. Rạp chiếu phim này có một bức tranh vẽ tường lớn, được vẽ bởi họa sĩ địa phương Sverre Mack năm 1921, tái hiện những cảnh từ truyện cổ tích dân gian Na Uy.

## Nhân khẩu học

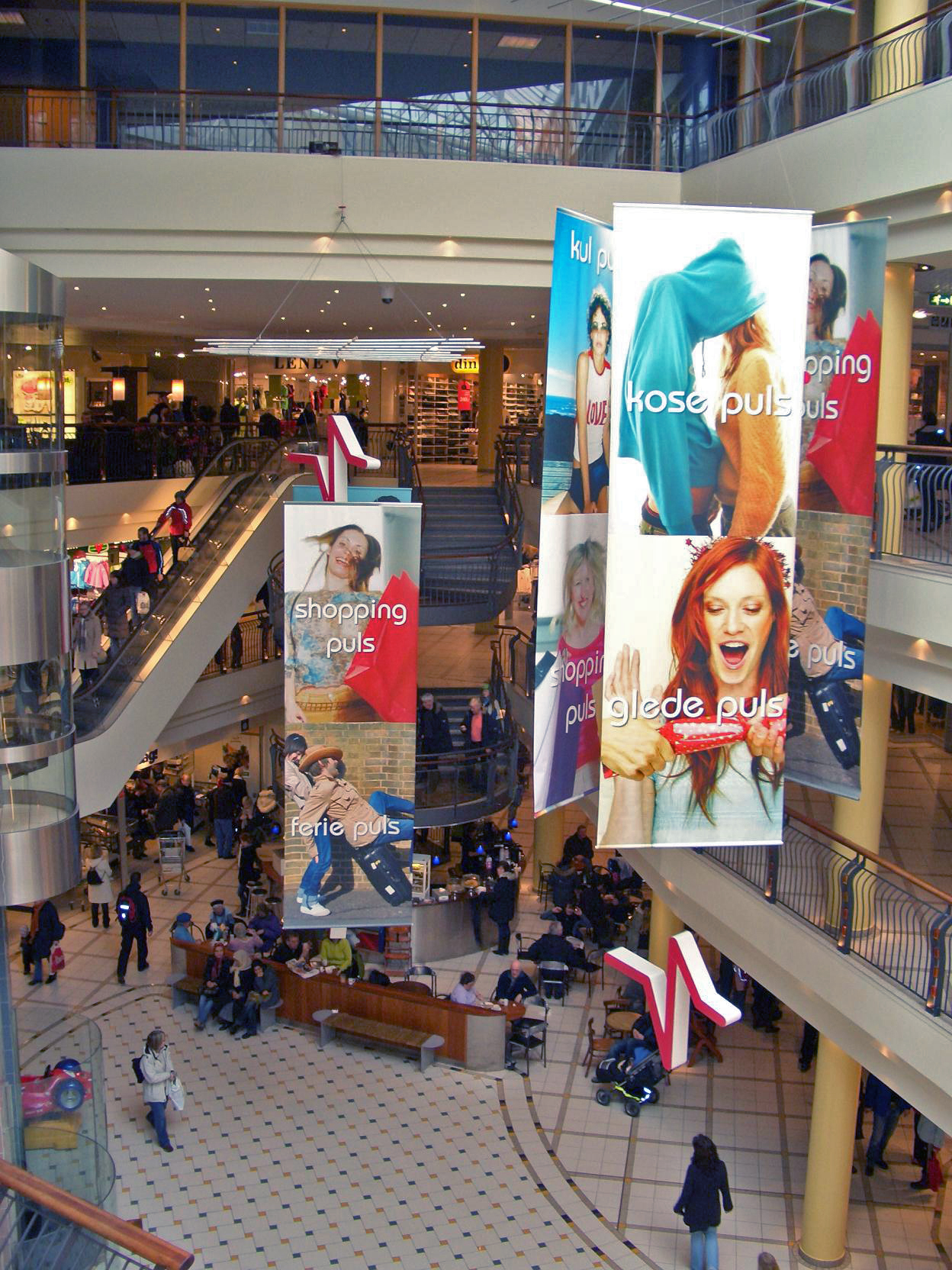
Bên trong một trong những trung tâm mua sắm

Có hơn 100 quốc tịch trong dân số tại đây. Trong đó những dân tộc nổi bật hơn là người Sami, người Nga, và Người Phần Lan, và người Kven địa phương (con cháu của người Phần Lan nhập cư thế kỷ 19) và những người Phần Lan nhập cảnh gần đây. Thánh đường Hồi giáo xa nhất trên thế giới về phía bắc được tìm tìm thấy ở Tromsø. Nhà thờ Công giáo Đức mẹ là giám mục nhà thờ Công giáo xa nhất về phía bắc trên thế giới. Mặc dù dân số Công giáo ở đây chỉ là 350 người, Pope John Paul II đến nhà thờ nhỏ này và ở lại làm khách năm 1989.

## Văn hóa

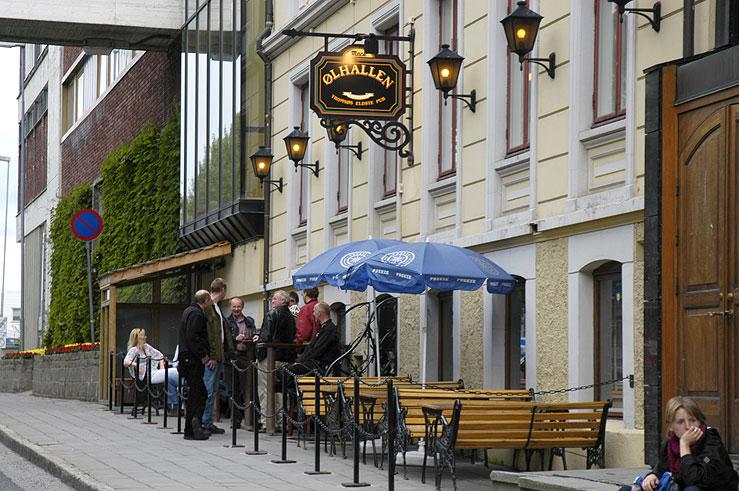
Ølhallen, một trong nhiều câu lạc bộ, quán rượu, và bar tại Tromsø.

Là thành phố lớn nhất tại Bắc Na Uy, Tromsø là trung tâm văn hóa của vùng. Nó nhận được sự chú ý của quốc tế khi vào ngày 11 tháng 6 năm 2005 nó tổ chức một trong sau buổi hòa nhạc 46664, được thiết kế để đặt những việc lên quan đến HIV/AIDS làm đề tài thảo luận quốc tế.
Nhiều hoạt động văn hóa diễn ra tại Kulturhuset (tiếng Việt: nghĩa đen: nhà văn hóa), bao gồm những buổi hòa nhạc bởi dàn nhạc giao hưởng Tromsø và được chơi bởi đoàn nhạc chuyên nghiệp của nhà hát, Hålogaland Teater. Tòa nhà nhà hát mới được mở vào tháng 11 năm 2005. Thành phố có một số bảo tàng. Bảo tàng lớn nhất là Phòng trưng bày Nghệ thuật Na Uy (Nordnorsk Kunstmuseum) và Phòng trưng bày Nghệ thuật Đương đại Na Uy (Tromsø Kunstforening).

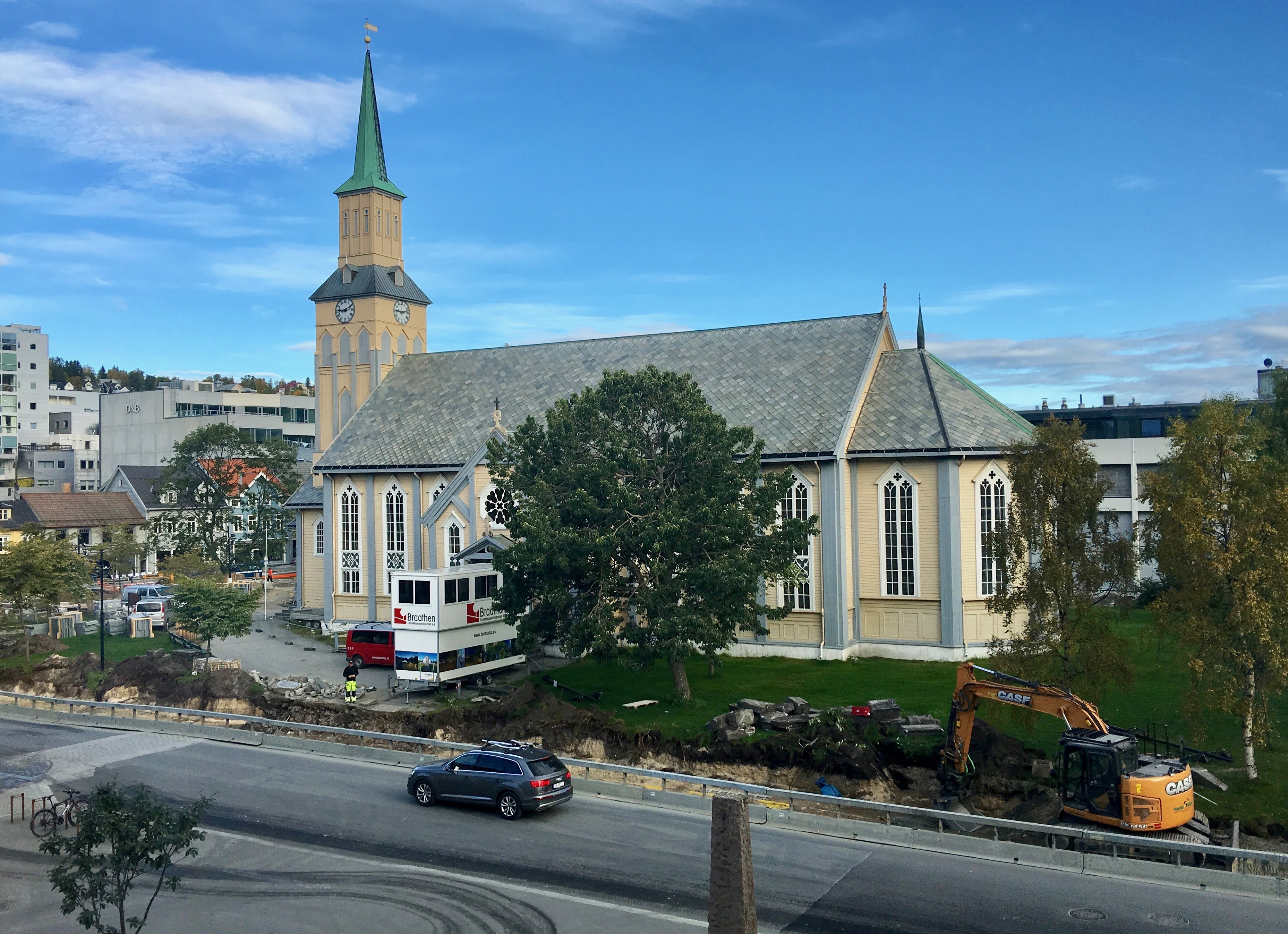
Domkirken - Nhà thờ lớn Tromsø

Tromsø techno scene là quê hương của nhiều nghệ sĩ dòng nhạc điện tử quan trọng nhất của Na Uy, và Tromsø là thành phố đi đầu về những giai đoạn đầu của dòng nhạc house và techno ở Na Uy từ cuối những năm 1980. Bộ đôi song ca nổi tiếng thế giới Röyksopp và nhạc sĩ nhạc điện tử ambient Geir Jennsen, được biết đến với biệt danh là là Biosphere, là những người nổi tiếng nhất có gốc ở đây.
Hãng thu âm Beatservice Records và Insomnia Festival cho thấy Tromsø vẫn dẫn đầu quốc gia về việc phát triển và quảng bá thể loại này.
Những tờ báo địa phương là Bladet Tromsø và Nordlys.

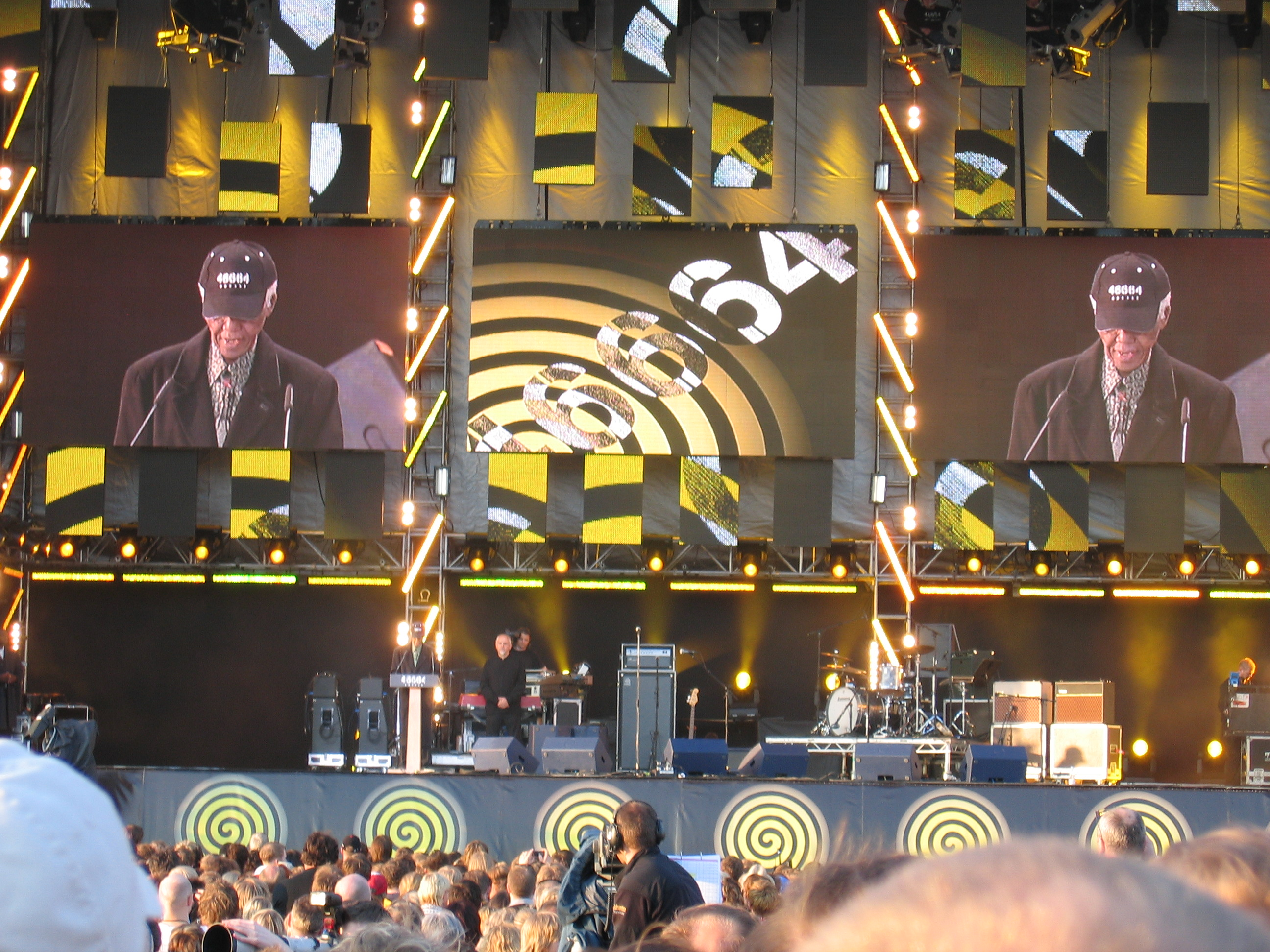
Nelson Mandela tại 46664 Arctic

## Cư dân nổi bật
- Arthur Arntzen – nhà văn và nghệ sĩ
- Svein Berge và Torbjørn Brundtland – nhạc sĩ, Röyksopp
- Anneli Drecker và ban nhạc Bel Canto – nhạc sĩ
- Espen Sommer Eide – quạn sĩ với nhóm âm nhạc Alog
- Ailo Gaup – người đua mô tô đường gồ ghề chuyên nghiệp, phát minh ra Underflip
- D. Carleton Gajdusek (1923–2008) – đoạt giải Nobel về nghiên cứu bệnh prion
- Mads Gilbert – bác sĩ gây tê và nhà hoạt động nhân đạo
- Jan Thore Grefstad – ca sĩ nhạc rock
- Dag-Are Haugan – nhạc sĩ với nhóm âm nhạc Alog
- Tomas Haugen (Samoth) – người chơi guitar, người chơi bass, và người chơi trống cho nhóm black metal Emperor
- Einar Hoidale – luật sư, Hạ viện Hoa Kỳ từ Minnesota
- Geir Jenssen – nhạc sĩ nhạc điện tử
- Halvdan Koht – nhà sở học, chính trị gia và nguyên chủ tịch Bộ Ngoại giao
- Hermann Kristoffersen – "Red Hermann", cựu thị trưởng tại Tromsø
- Espen Lind – nhạc sĩ, nhà sản xuất và người chơi nhiều nhạc cụ
- Lene Marlin – nhạc sĩ
- Henry Rudi – người đánh cá và săn gấu bắc cực
- Cora Sandel – nhà văn (bút danh của Sara Fabricius)
- Erik Skjoldbjærg – đạo diễn
- James Trane – người thành lập Trane, La Crosse, Wisconsin
- Peter Wessel Zapffe – nhà văn và nhà triết học hiện sinh
- Dagny Norvoll Sandvik – nhạc sĩ pop

## Quan hệ quốc tế

### Thành phố kết nghĩa
| City           | Quốc gia           | Năm  |
| -------------- | ------------------ | ---- |
| Kemi           | Phần Lan           | 1940 |
| Luleå          | Thụy Điển          | 1950 |
| Anchorage      | Hoa Kỳ             | 1969 |
| Zagreb         | Croatia            | 1971 |
| Murmansk       | Nga                | 1972 |
| Quetzaltenango | Guatemala          | 1999 |
| Thành phố Gaza | Nhà nước Palestine | 2001 |
| Arkhangelsk    | Nga                | 2011 |